# 卡利什省
卡利什省（województwo kaliskie）是波蘭歷史上的一個省，最近一次成立於1975年。1999年1月1日被併入大波蘭省。
1998年面積6,512平方公里。人口724,800人。首府卡利什。